# Lehua
Lehua ist eine kleine, unbewohnte Insel im Archipel von Hawaiʻi. Sie liegt 1,1 km vom Puʻukole Point, dem nördlichsten Punkt Niʻihaus entfernt und gehört wie dieses zum Kauai County. Lehua ist auch der Name eines traditionellen Landabschnitts (ahupuaʻa) im Norden der Insel Niʻihau, der in seiner Fläche von 179,9 km² auch die Insel Lehua umfasst.
Die sichelförmige Insel stellt den steil aus dem Pazifik ragenden Kraterrand eines einstigen Vulkans dar. Sie erhebt sich bis zu 213 Meter über dem Meeresspiegel und bedeckt dabei eine Fläche von 1,03 km². Auf der höchsten Stelle der Insel, dem Kaunuakalā, betreibt die United States Coast Guard einen Leuchtturm, Lehua Rock Light. Der ursprünglich 1932 errichtete Leuchtturm wurde 1989 durch einen solar betriebenen ersetzt. Wie nahezu alle Hawaiʻi-Inseln ist auch Lehua aufgrund von Erosion bereits wieder am Schrumpfen.
Lehua hatte einen größeren Flächenanteil auf der Insel Niʻihau und umfasste 7,93 km².

## Flora und Fauna
Auf der spärlich bewachsenen Oberfläche der Insel wurden 22 verschiedene Pflanzenarten bestimmt. Da vor über 70 Jahren eingeführte Kaninchen den Pflanzenbeständen schwere Schäden zufügen, gibt es Bestrebungen, die Kaninchen auf Lehua auszurotten. Die Insel stellt auch ein wichtiges Brutgebiet für Seevögel dar: So brüten sieben Arten auf der Insel, weitere 17 Arten suchen die Insel regelmäßig auf. Zu den wichtigsten Brutvögeln zählen der Brauntölpel (Sula leucogaster), dessen Kolonie auf Lehua zur größten in ganz Hawaiʻi zählt, sowie der Rotfußtölpel (Sula sula), der Schwarzfußalbatros (Phoebastria nigripes) und der Keilschwanzsturmtaucher (Puffinus pacificus). Lehua ist, wie viele weitere kleine Inseln Hawaiʻis auch, ein Hawaiʻi State Seabird Sanctuary (Vogelschutzgebiet) und darf nicht betreten werden.

## Kulturelle Bedeutung
Wegen ihrer westlichen Lage wird die Insel in der hawaiischen Kultur mit dem Sonnenuntergang in Verbindung gebracht und eine Brise nach ihr benannt. In der Poesie verwendet man die Insel gemeinsam mit dem östlichsten Punkt auf Hawaiʻi, dem Kap Kumukahi, als Ausdruck für die Ausdehnung des Archipels.

## Bildergalerie

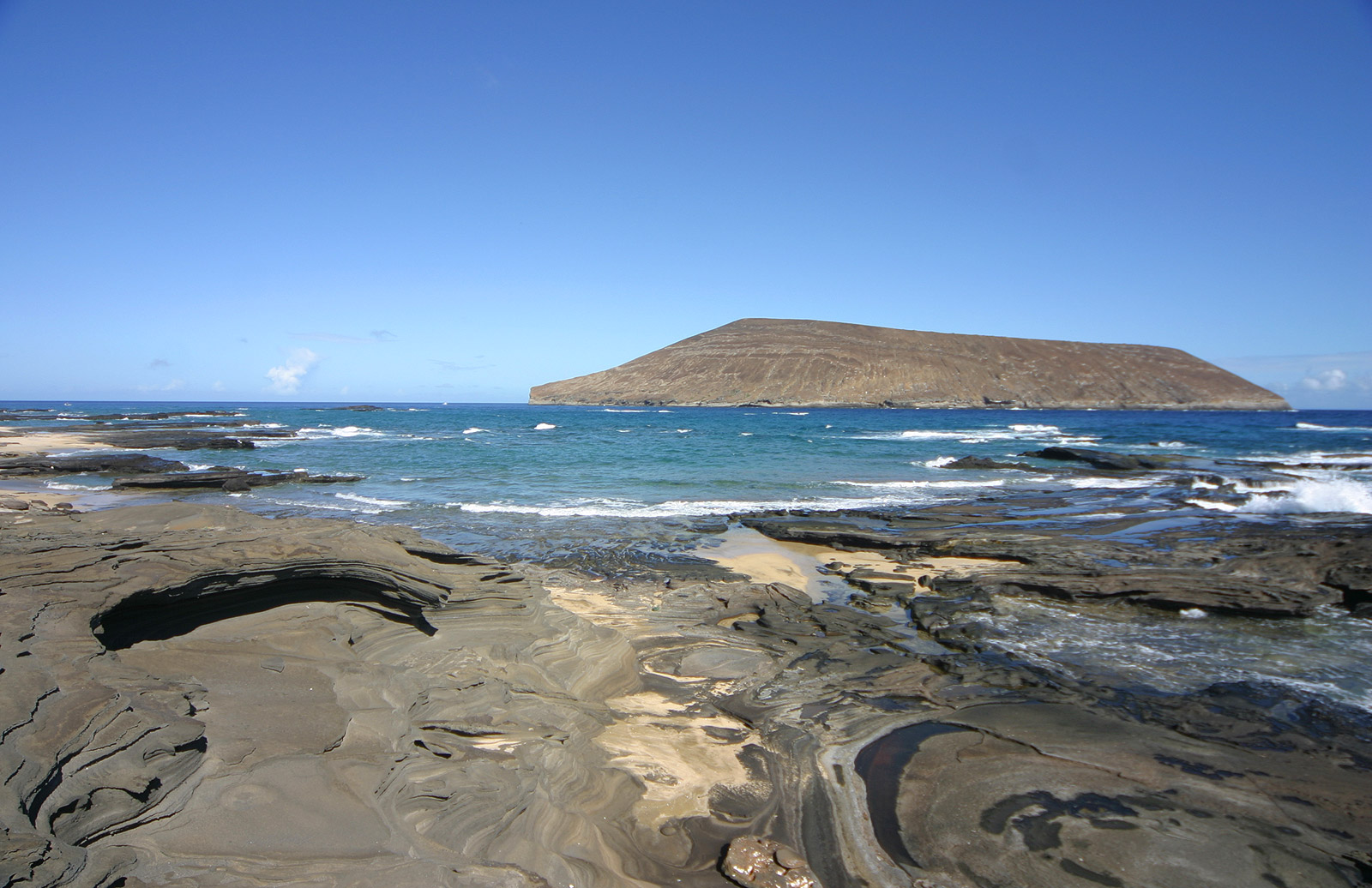
Lehua von Niʻihau aus gesehen
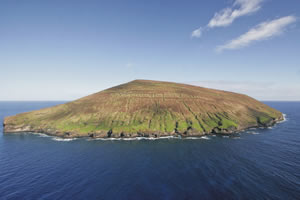
Lehua von Westen aus gesehen
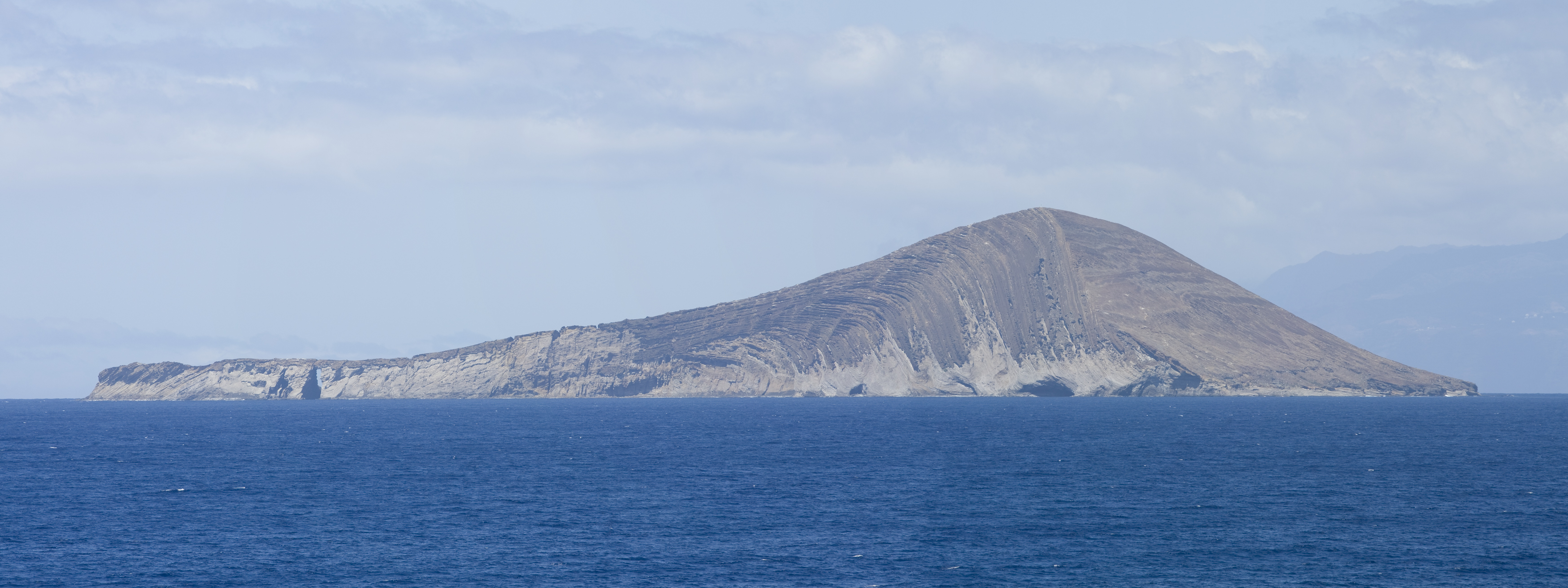
Vom Meer eine westliche Ansicht von Lehua